# 桜田門

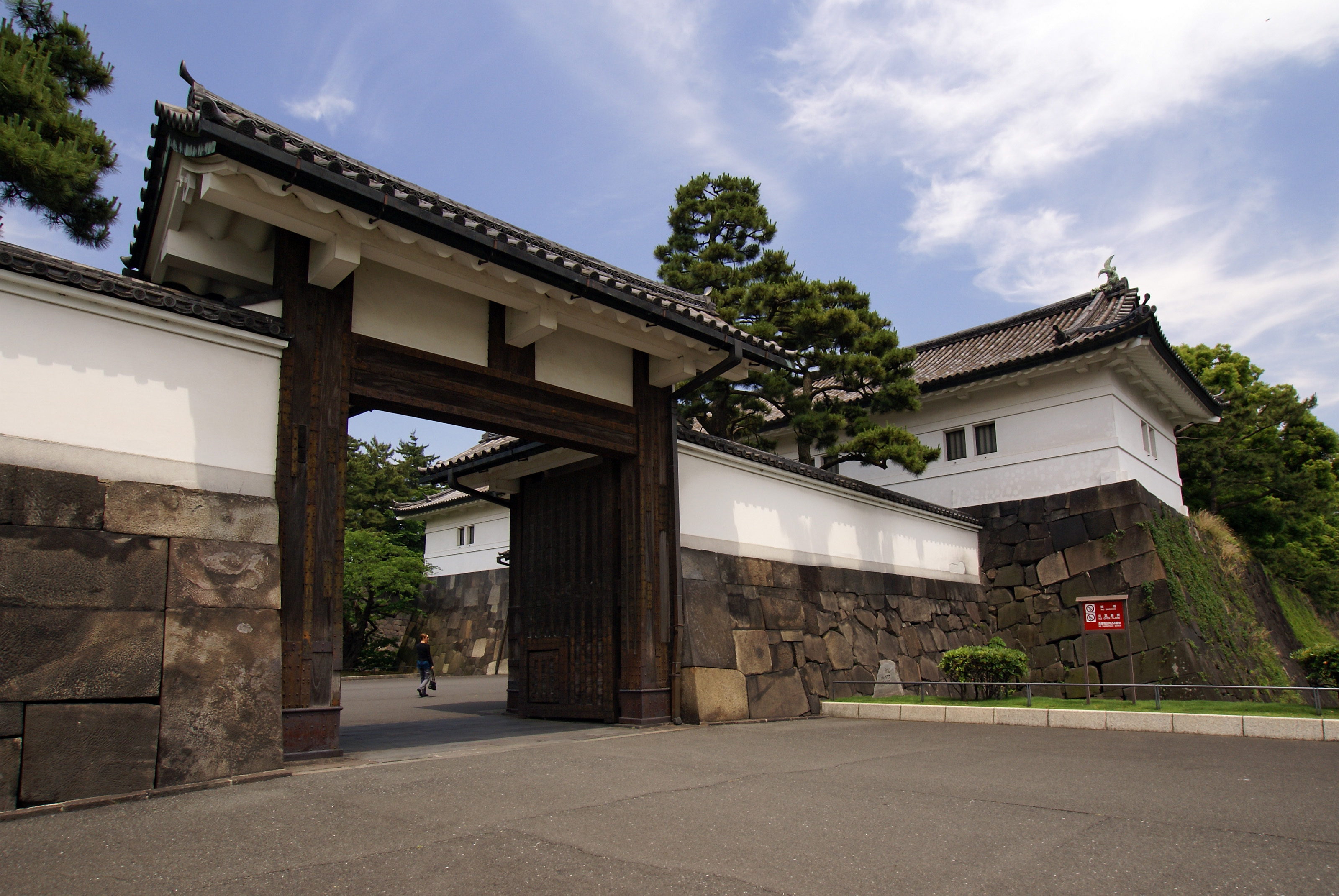
桜田門 (高麗門)

桜田門（さくらだもん）は、東京都千代田区皇居外苑（旧江戸城）にある門の一つ。
江戸時代には内桜田門（桔梗門）と外桜田門の併称だったが、現在は外桜田門のみが桜田門と呼ばれる。小田原街道の始点にあたったことから、小田原口ともよばれてた。昭和36年（1961年）に国の重要文化財指定。

## 歴史
慶長7年（1602年）頃の江戸を描いたとされる『別本慶長江戸図』には「小田原口門」、また慶長13年（1608年）頃の江戸を描いた『慶長江戸図』には「櫻田土橋」と記載されている。
柵戸仕立の門を現在のような桝形門に改築、桜田門とよぶようになる。外側の高麗門（こうらいもん）と内側の渡櫓門（わたりやぐらもん）の二重構造になっており、桝形を構成している。
大正12年（1923年）の関東大震災で破損したため、鉄鋼土蔵造りに改修される。
安政7年（1860年）にこの門の近くで水戸藩浪士らによる大老井伊直弼の暗殺事件（桜田門外の変）が起きた。井伊邸は現在の憲政記念館の建っている辺りにあり、桜田門から西に500メートルほどの所にあった。
昭和7年（1932年）には朝鮮人土木労働者李奉昌による昭和天皇暗殺未遂事件があった（桜田門事件）。桜田門から皇居へ入ろうとした昭和天皇の行列を警視庁前で待ち受けていた李奉昌が、行列に手榴弾を投げつけ、宮内大臣の馬車にあたるも、怪我人はなく、その後ろの天皇の馬車も無事だった。逮捕された李は大逆罪により死刑となった。当時の犬養内閣は責任をとるとして総辞職を表明したものの、天皇の慰留で全閣僚留任した。
桜田門に面する位置には、1931年以来警視庁の庁舎がある。この事から警視庁、もしくは警察は隠語で「桜田門」と呼ばれることもある。国道1号を挟んで法務省の赤レンガ棟が建っている。

## 重要文化財（建造物）
- 旧江戸城外桜田門 2棟 - 1961年（昭和36年）6月7日指定。時代:江戸中期、種別:城郭、所有者:国（文部科学省）。江戸城遺構のうち、宮内庁所管以外のもの（田安門、清水門、外桜田門）が重要文化財に指定されている。
  - 外桜田門（そとさくらだもん）

1663年（寛文3年）頃建築 （寛政重修諸家譜による）、高麗門、本瓦葺
髙麗門と櫓門からなる桝形を形づくっている[6]。
  - 櫓門（やぐらもん）

1663年（寛文3年）頃建築、脇戸付櫓門（寛政重修諸家譜による）、入母屋造、本瓦葺[7]。

## 交通
- 東京地下鉄（東京メトロ）有楽町線：桜田門駅
- 東京地下鉄（東京メトロ）丸ノ内線・日比谷線・千代田線：霞ケ関駅
- 都営バス都03系統：四谷駅～三宅坂～日比谷～数寄屋橋～銀座四丁目～勝どき駅～晴海埠頭線「警視庁」バス停

桜田門駅以外では、霞ケ関駅が非常に近いほか、日比谷駅や永田町駅からも至近である。

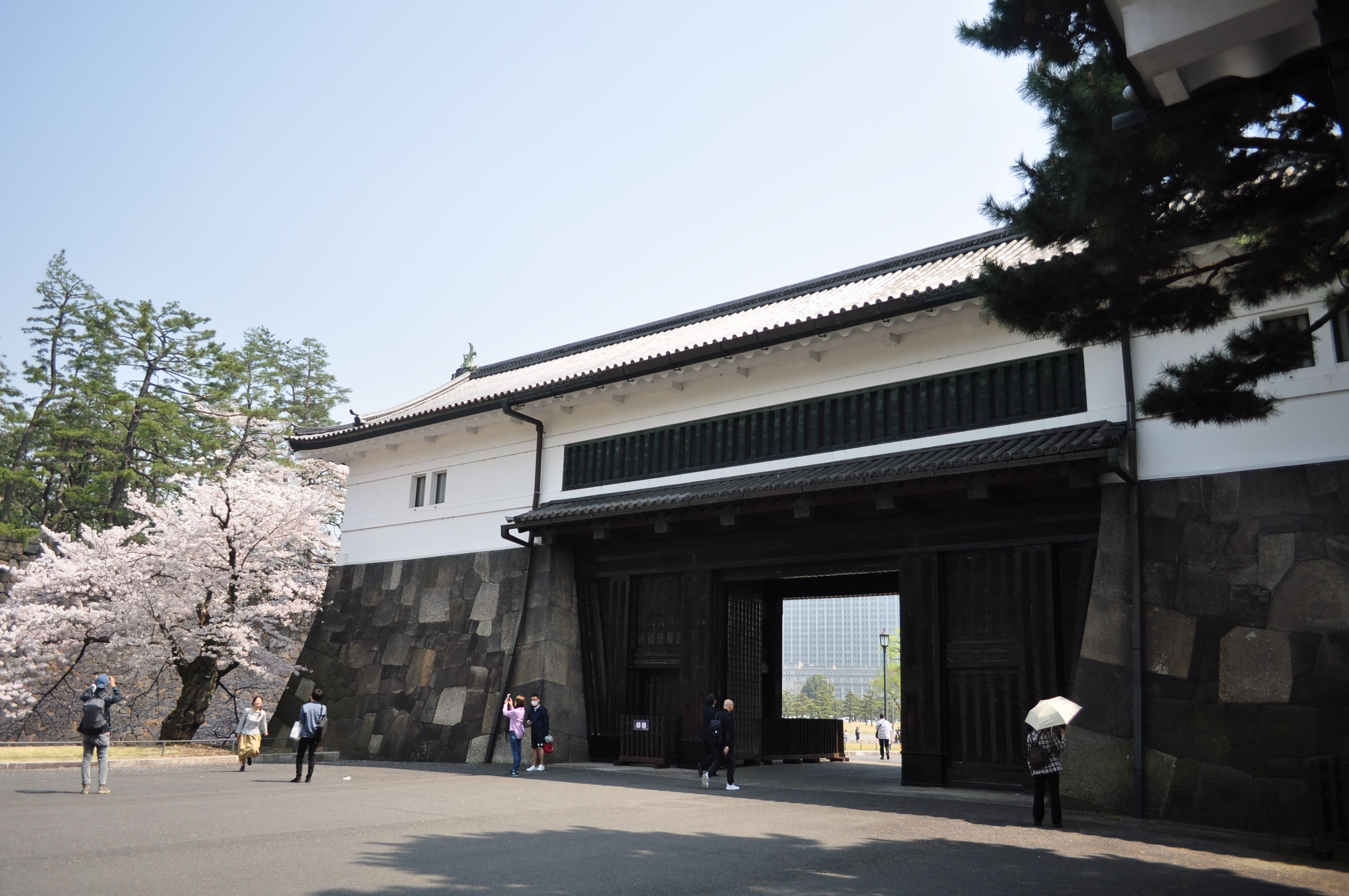
外桜田門 櫓門 西から望む（2018年3月28日撮影）
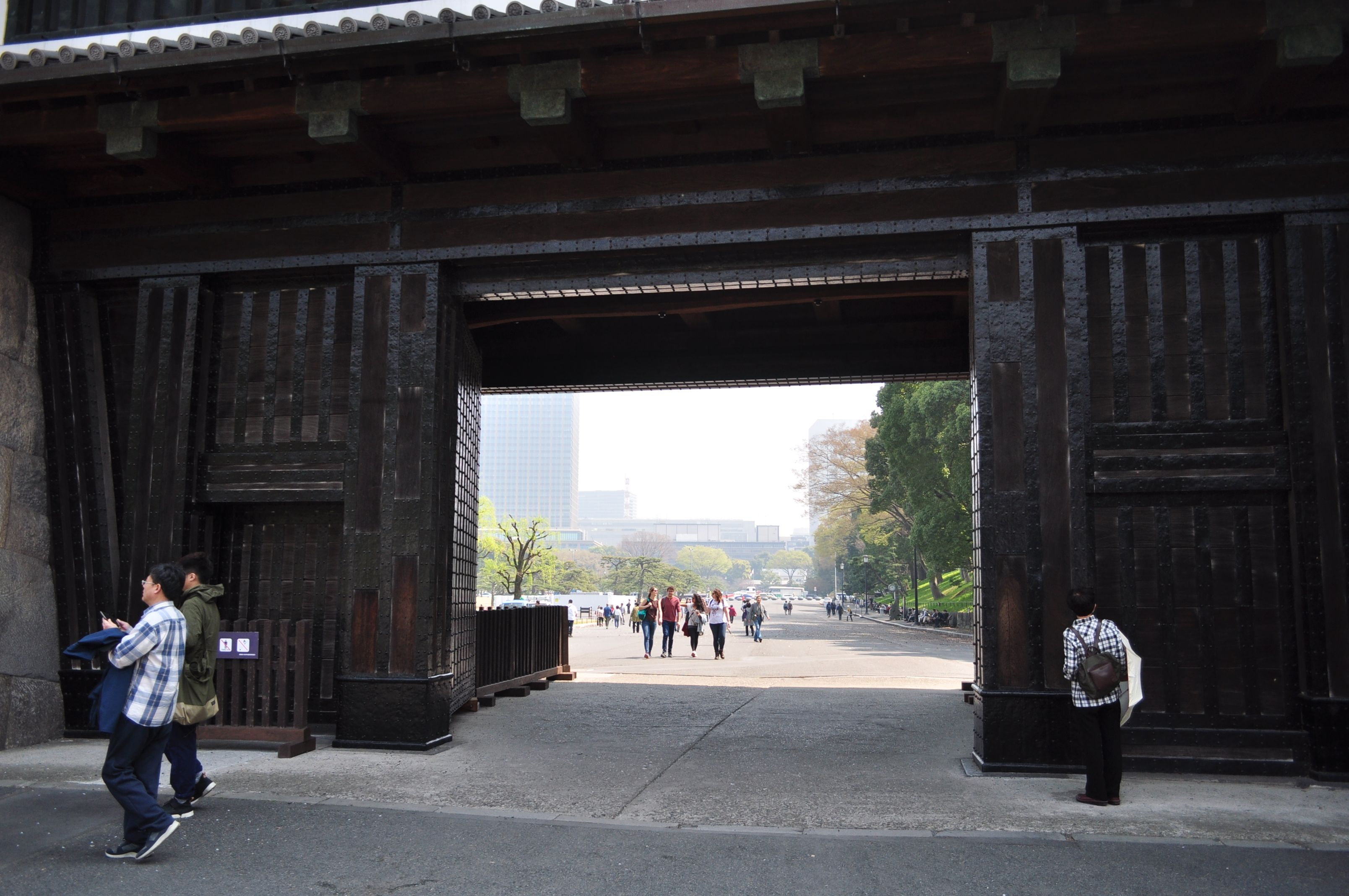
外桜田門 櫓門扉 西面（2018年3月28日撮影）
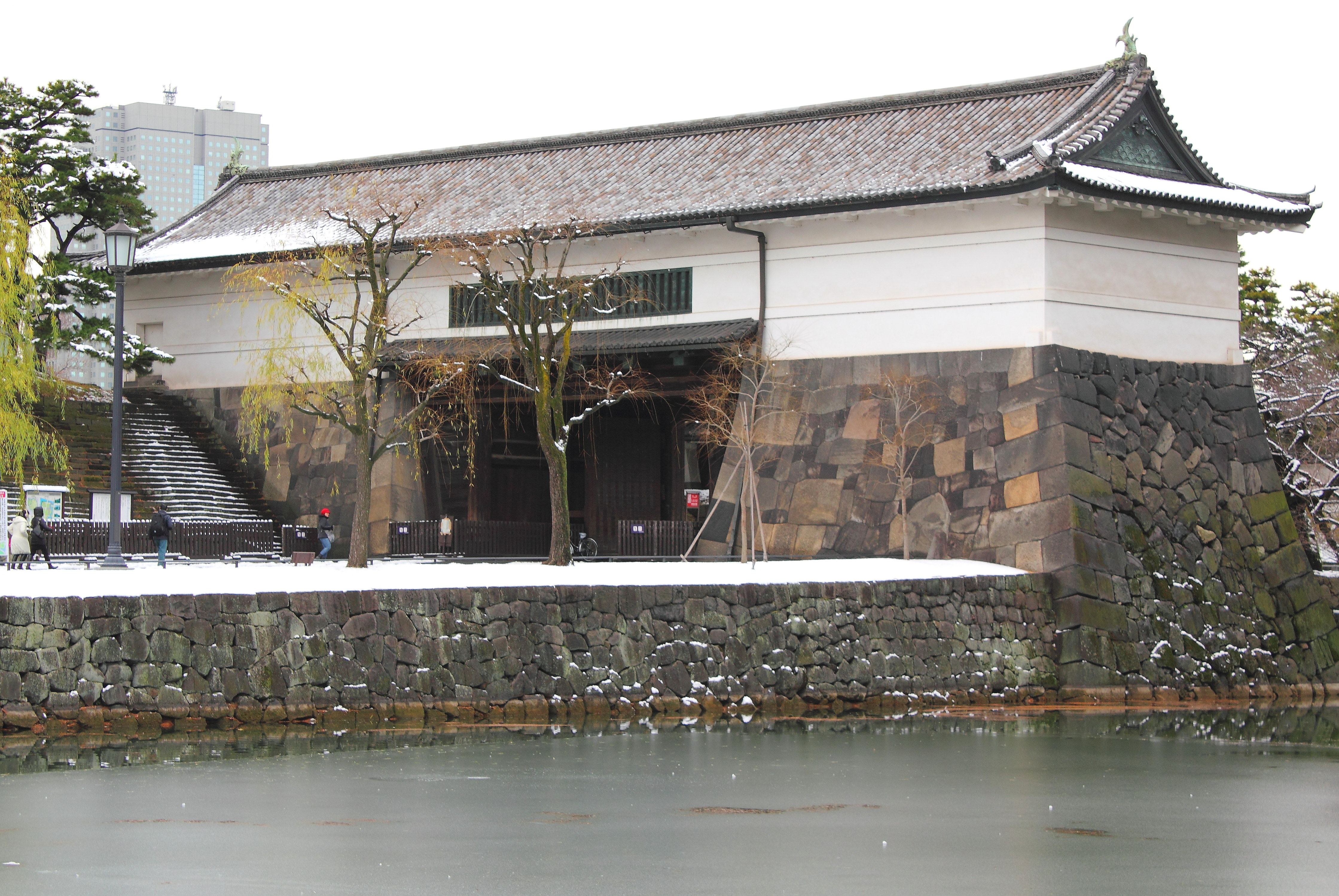
外桜田門 櫓門 東から望む
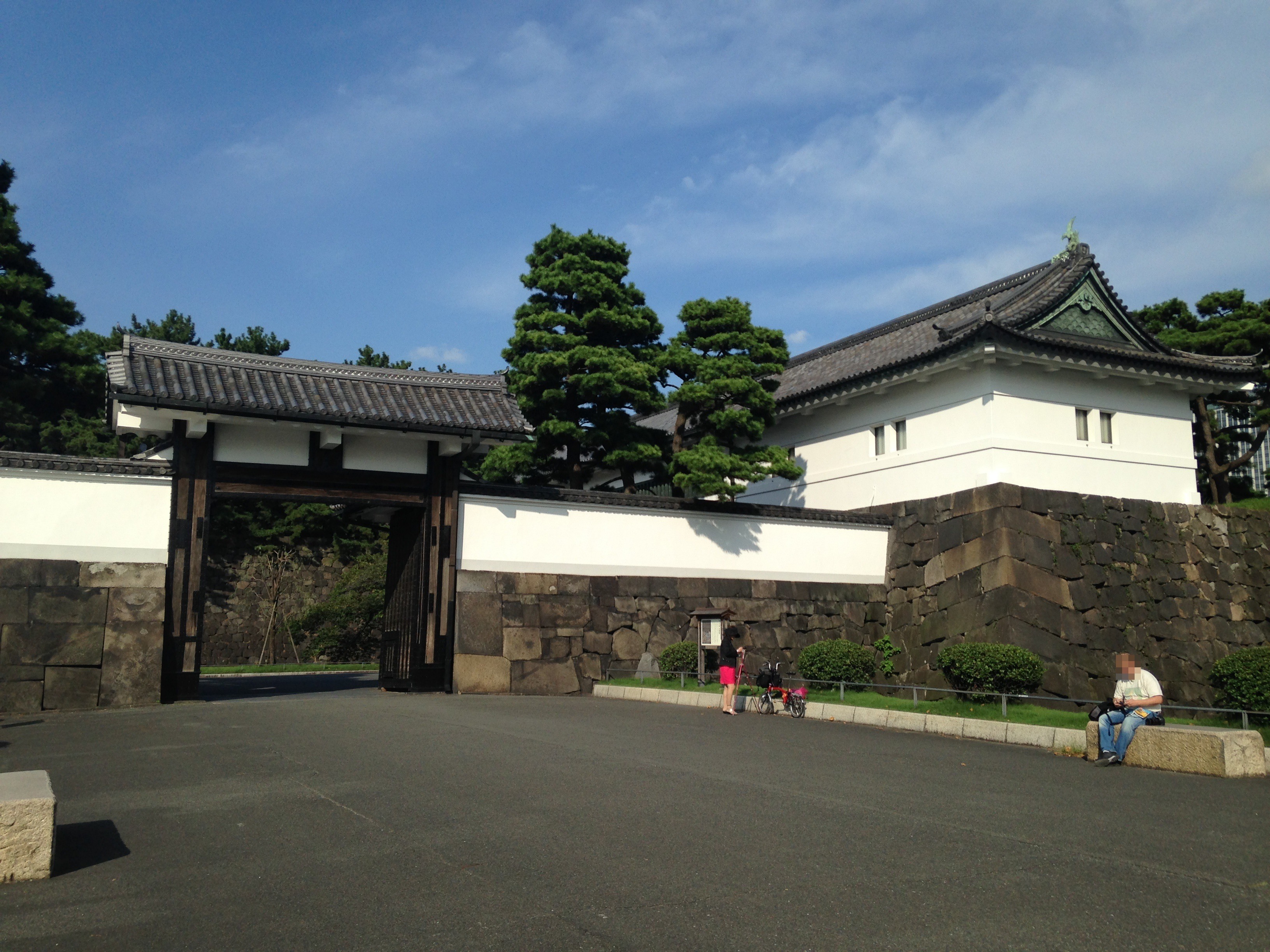
外桜田門 高麗門（左）と櫓門